# Claude Brény
Claude Brény est un footballeur français né le 10 janvier 1932. 
Cet attaquant a marqué près de 130 buts en championnat avec Sedan entre 1953 et 1965.
Il a entraîné le club ardennais en 1974-1975.

## Carrière de joueur
- 1953-1965 : UA Sedan-Torcy[1]

## Palmarès
- Vainqueur de la Coupe de France en 1956 et 1961 avec l'UA Sedan-Torcy
- Finaliste de la Coupe Charles Drago en 1955 et 1963 avec l'UA Sedan-Torcy
- Vainqueur du Trophée des champions en 1956 et 1961 avec l'UA Sedan-Torcy
- Champion de France de Division 2 en 1955 avec l'UA Sedan-Torcy
- 123 buts marqués en championnat (90 en D1 et 33 en D2)